# نادي ويل
نادي ويل (بالإنجليزية: FC Wil)‏ هو نادي كرة قدم سويسري يلعب في دوري السوبر.